# Liskovača
Liskovača je naseljeno mjesto u općini Tomislavgrad, Federacija Bosne i Hercegovine, BiH.

## Stanovništvo

### 1991.
Nacionalni sastav stanovništva 1991. godine, bio je sljedeći:
ukupno: 201
- Hrvati - 201 (100%)

### 2013.
Nacionalni sastav stanovništva 2013. godine, bio je sljedeći:
ukupno: 248
- Hrvati - 240 (96,77%)
- ostali, neopredijeljeni i nepoznato - 8 (3,23%)